# Tierras Bajas de Escocia
Tierras Bajas escocesas (en inglés: Lowlands; en escocés: Lallans o Lawlands /ˈlə.lənz/ en gaélico escocés: a' Ghalldachd [ˈaˈɣauɫ̪t̪əxk], «la tierra de los extranjeros») es la denominación habitual, aunque no oficial, de la parte meridional de Escocia, es decir, todas aquellas regiones no comprendidas en las Tierras Altas. La línea divisoria de ambas regiones se sitúa convencionalmente en el estuario de Clyde, entre Stonehaven y Helensburgh. La denominación puede no ser del todo acertada, ya que buena parte de las llamadas Tierras Bajas no son precisamente llanas, ni todas las Tierras Altas son montañosas.

## División administrativa
En la división tradicional, pertenecen a las Tierras Bajas los condados de:
- Ayrshire
- Berwickshire
- Clackmannanshire
- Dumfriesshire
- East Lothian
- Fife
- Kinross-shire
- Kirkcudbrightshire
- Lanarkshire
- Midlothian
- Peeblesshire
- Renfrewshire
- Roxburghshire
- Selkirkshire
- West Lothian
- Wigtownshire

Algunos condados que tienen terrenos tanto en las Tierras Altas como en las Tierras Bajas son: 
- Angus
- Dunbartonshire
- Stirlingshire
- Perthshire
- Kincardineshire
- Aberdeenshire
- Banffshire
- Moray

Aunque Caithness es considerado en ocasiones como parte de las Tierras Altas, también es habitual verlo incluido dentro de las Tierras Bajas. Las islas Orcadas y las islas Shetland son asimismo denominadas ocasionalmente como «Tierras Bajas», debido principalmente a que emplean un idioma distinto del gaélico; pero tienen una identidad completamente distinta, más cercana a la de los países nórdicos, hasta el punto de que algunos de sus habitantes no se consideran escoceses.
Los condados más meridionales de Escocia, lindantes con Inglaterra, son denominados también Borders, y en ocasiones son considerados como una entidad separada de las Tierras Bajas. 
La locución Scottish Lowlands se emplea generalmente para referirse al idioma escocés, así como al referirse a la historia de Escocia o al sistema de clanes, así como a la genealogía.